# 圣辣法厄尔天使堂 (威尼斯)

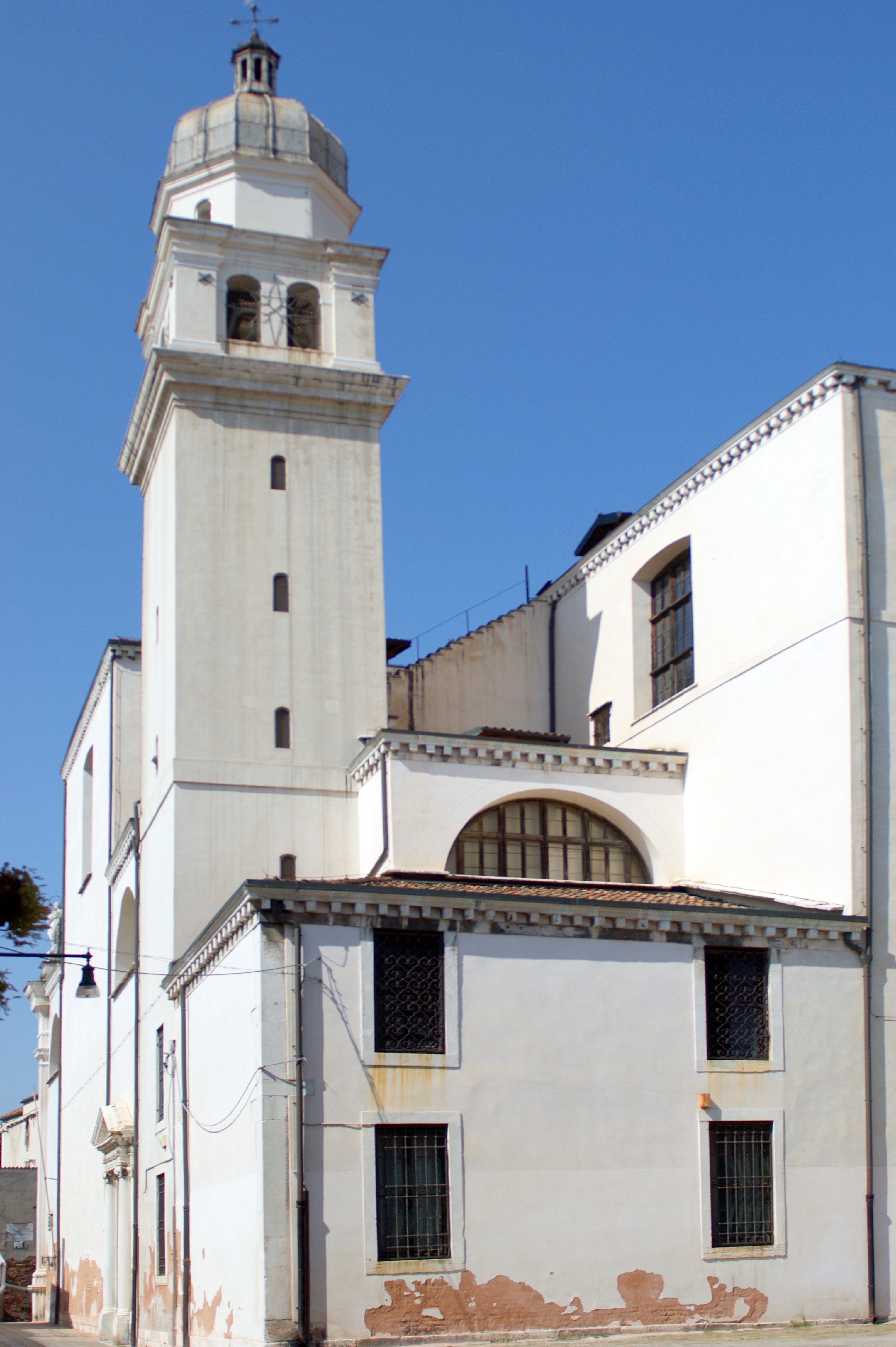
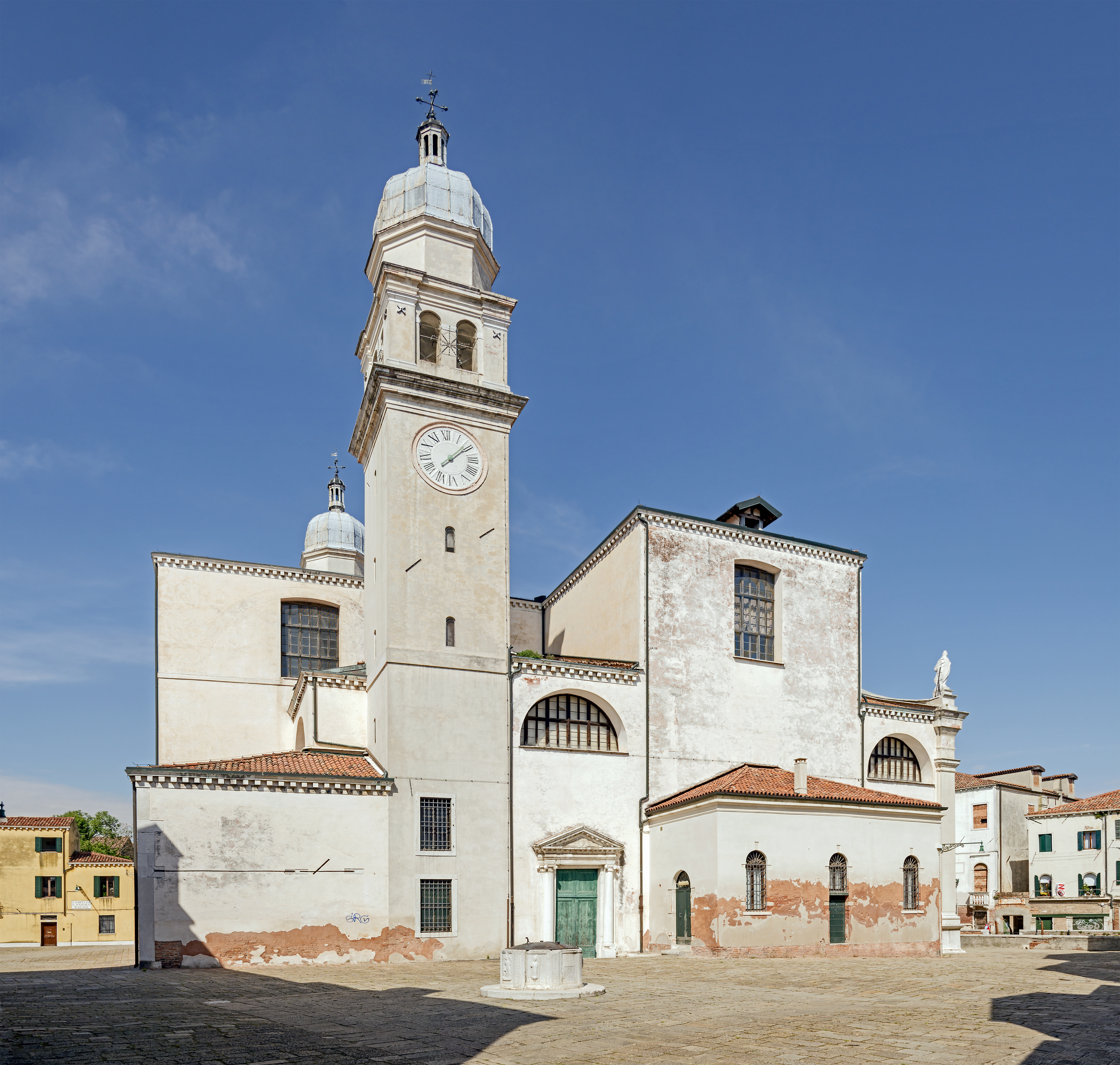
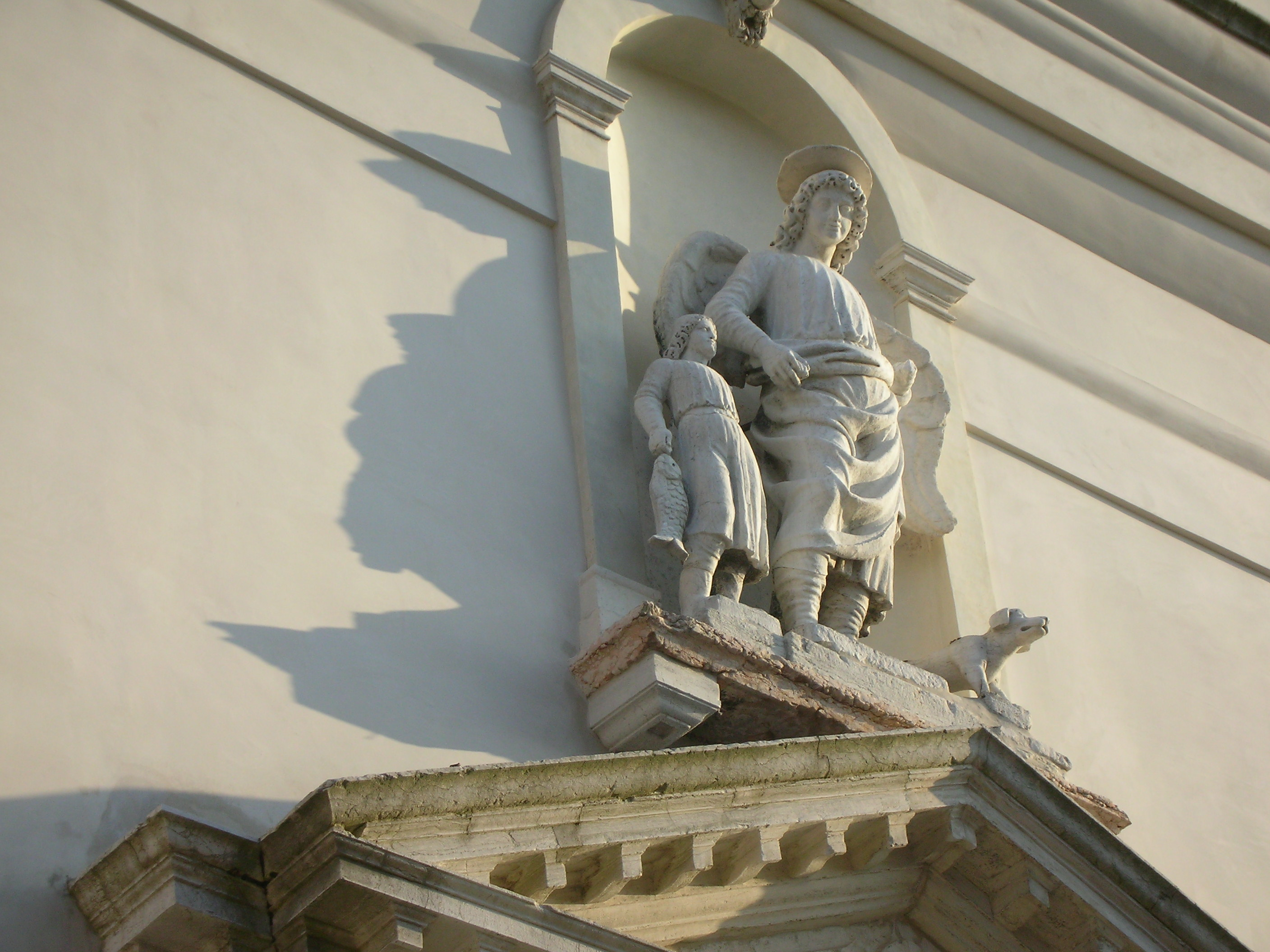

圣辣法厄尔天使堂（Chiesa dell'Angelo Raffaele）是意大利威尼斯一座教堂，位于多尔索杜罗区。立面朝向一条以教堂命名的小运河“圣辣法厄尔天使河”（rio dell'Angelo Raffaele）。

## 历史

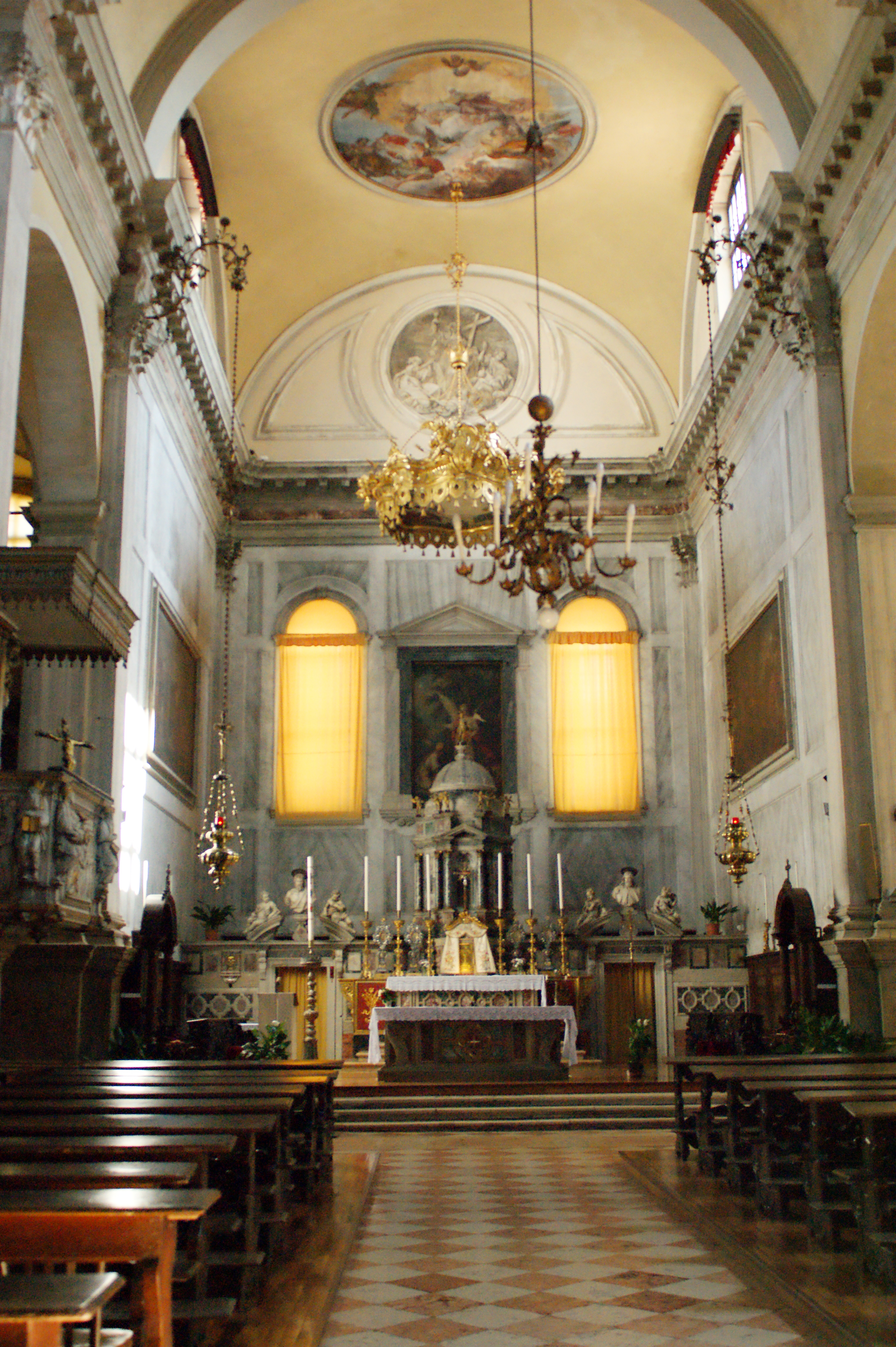
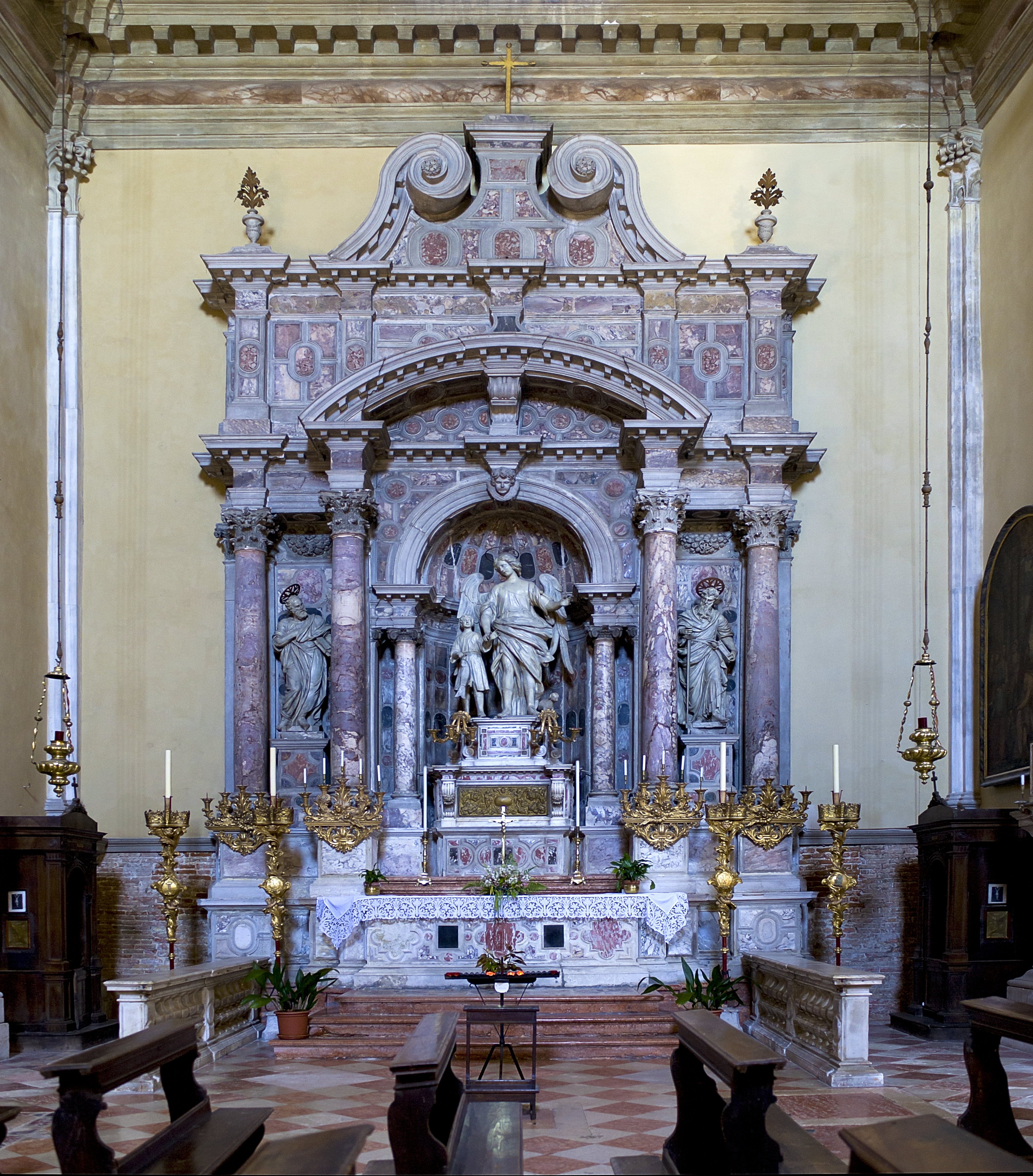
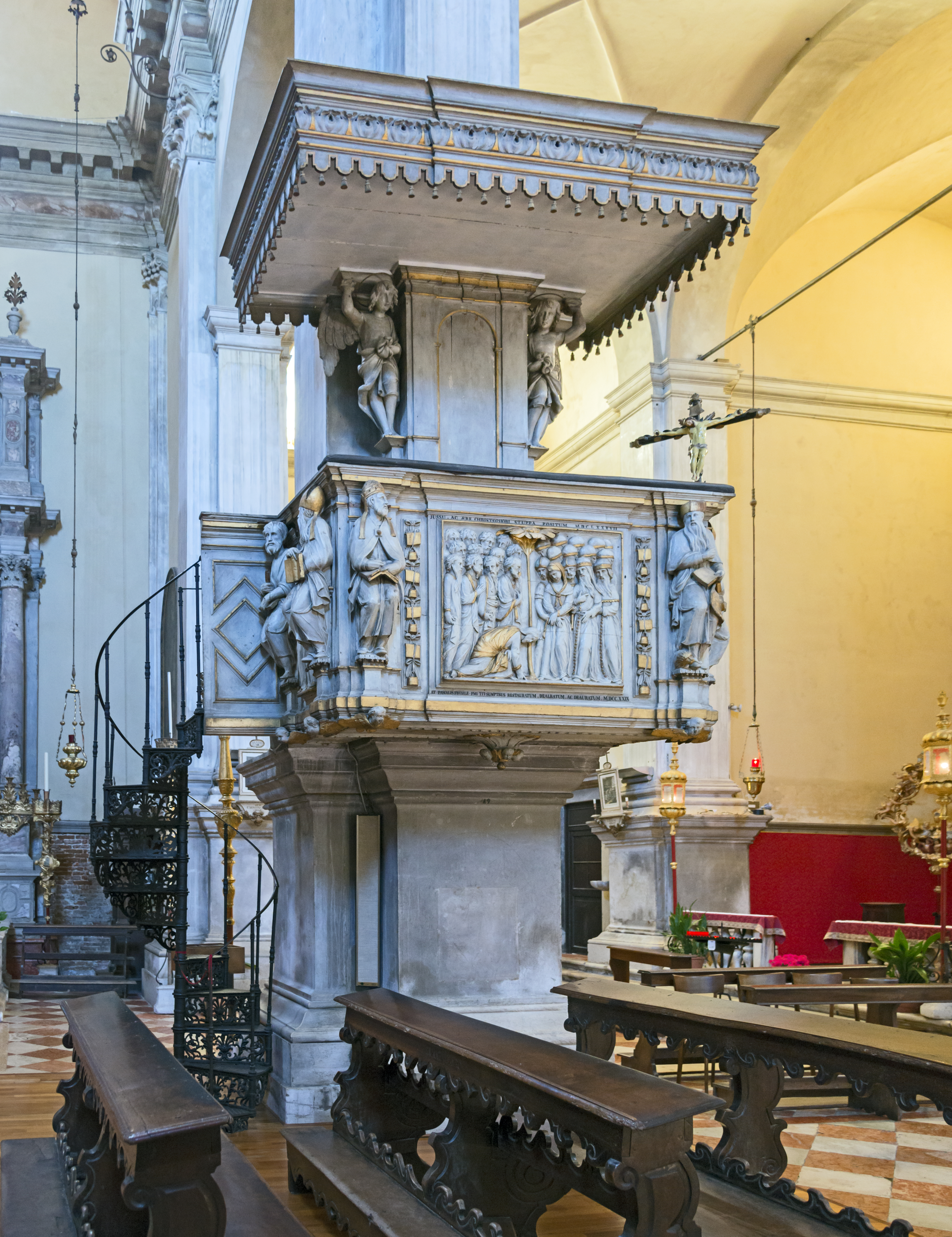
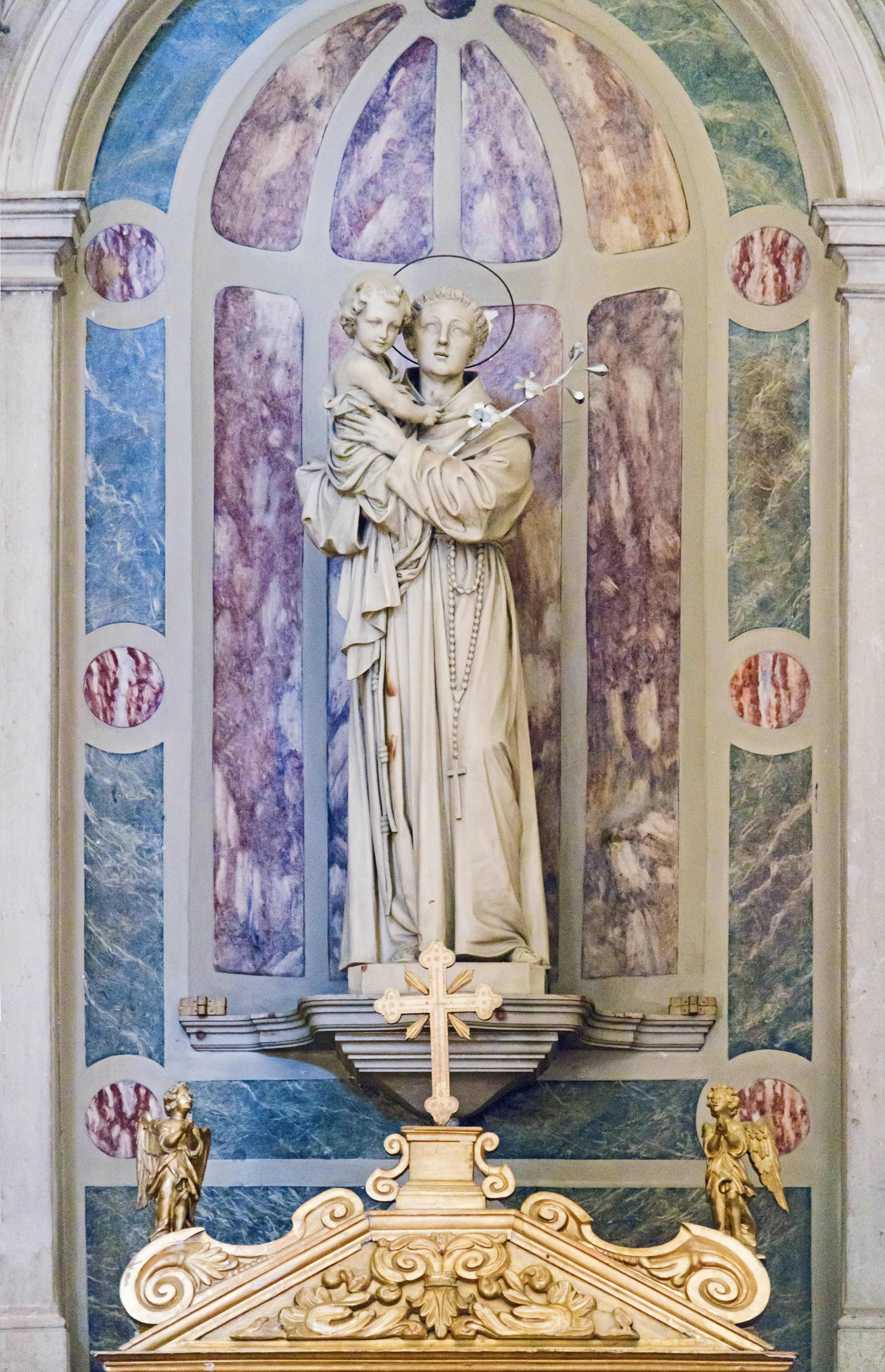
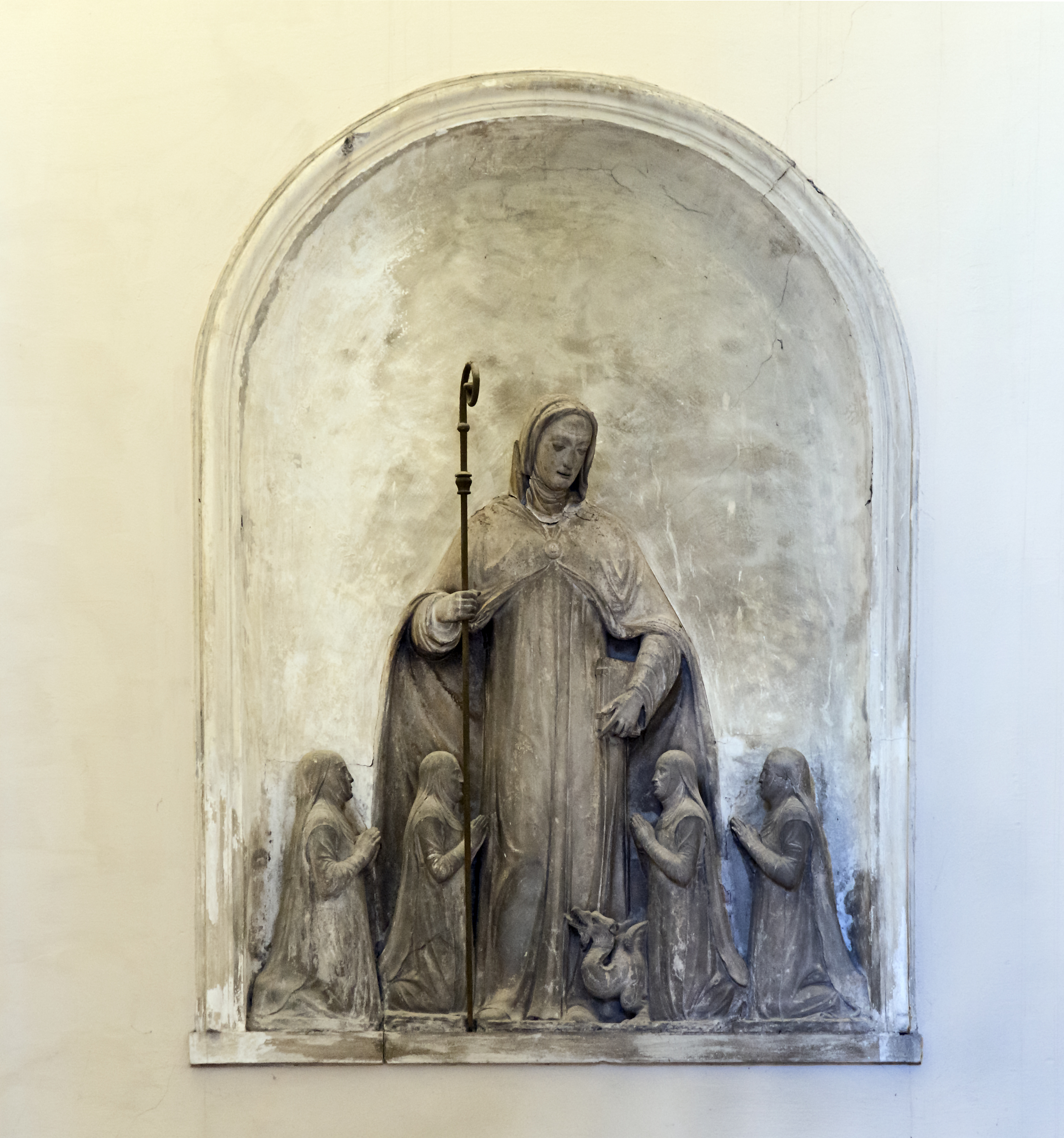
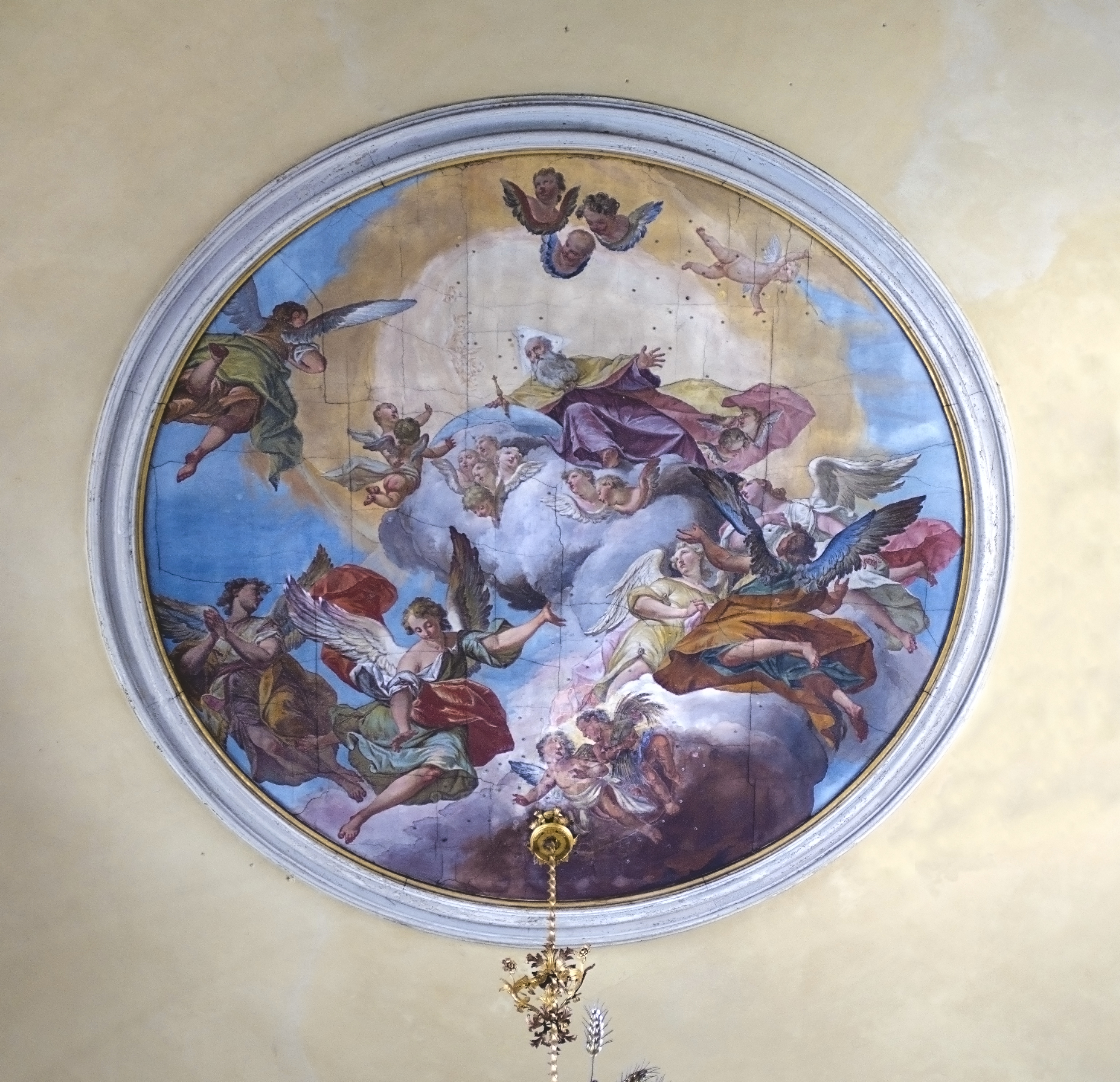
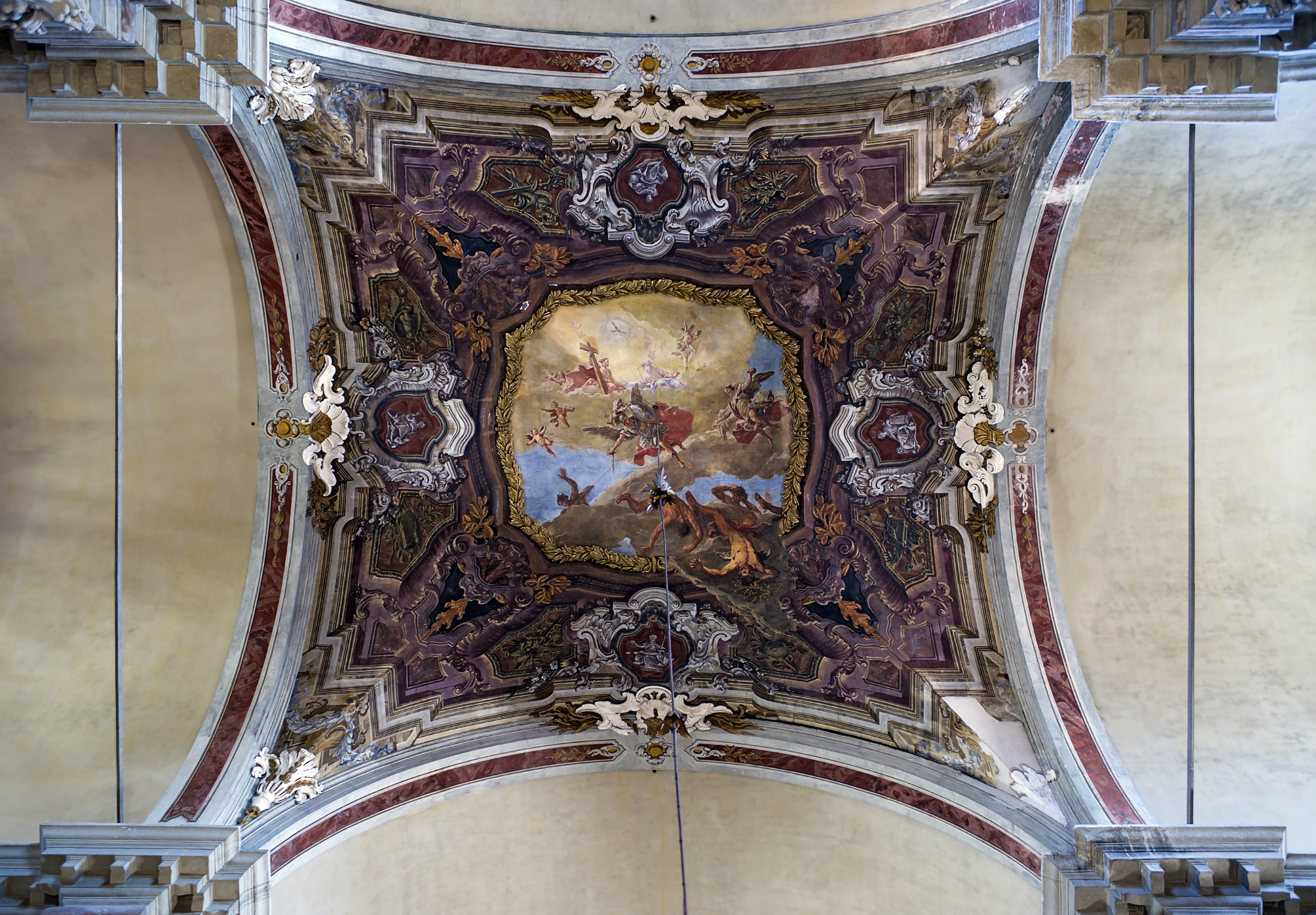
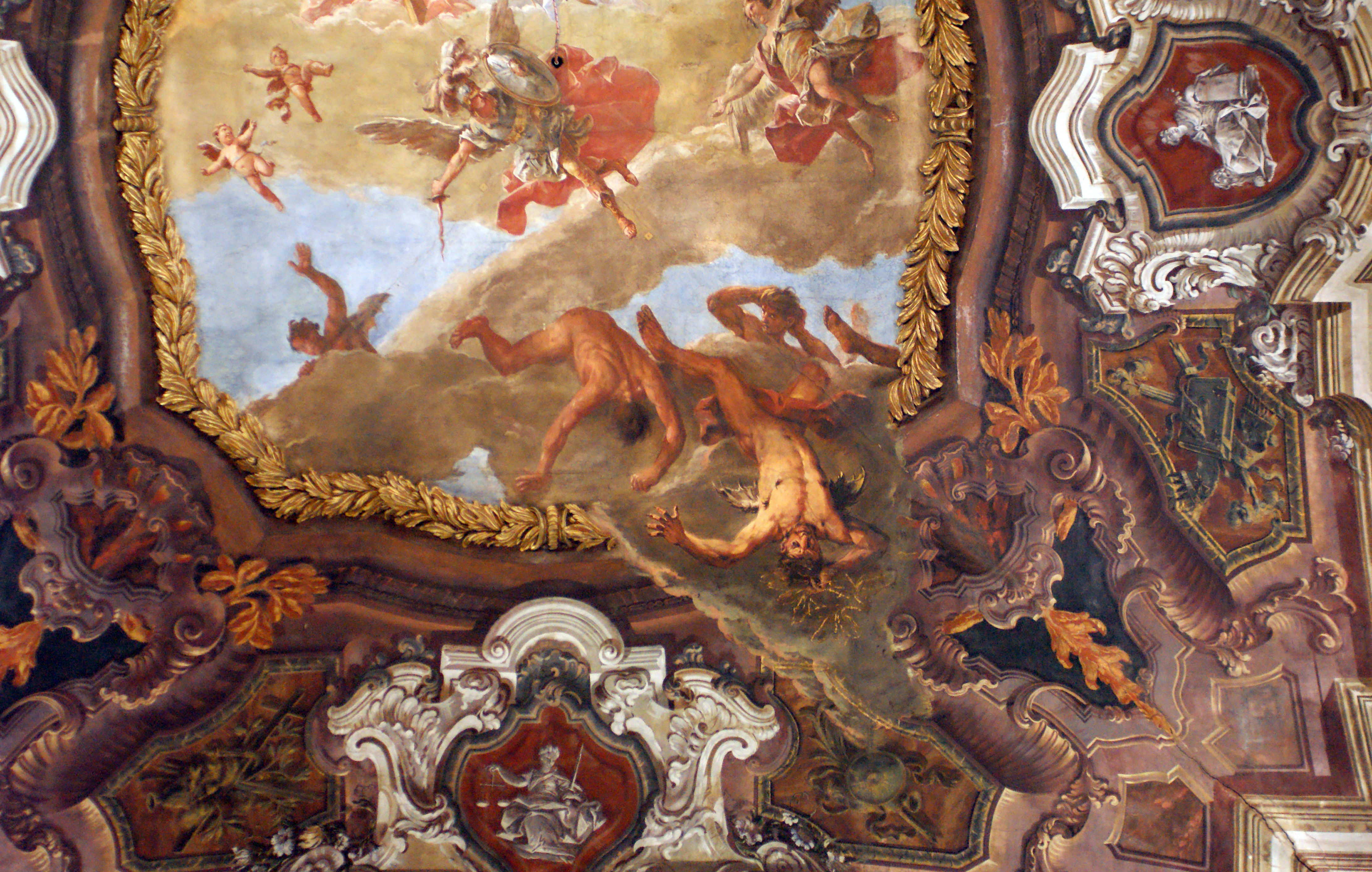
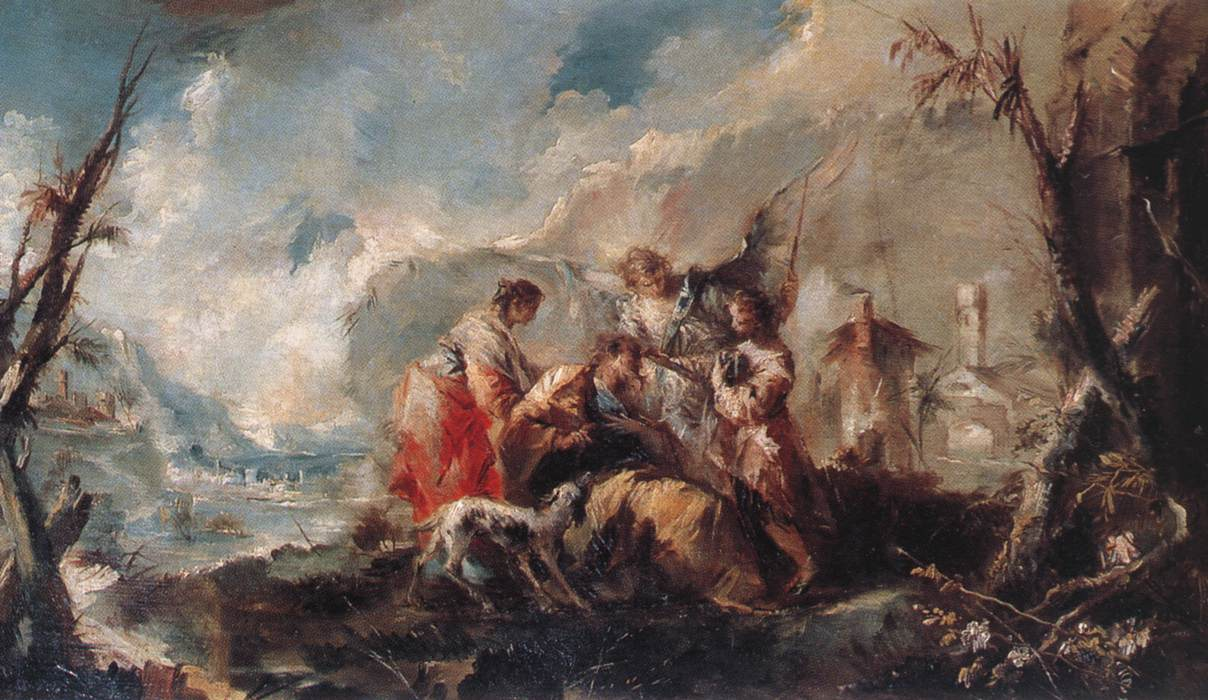

根据传统，这座教堂是奥德尔佐的马格努斯在威尼斯兴建的八座教堂之一。教堂在889年，1106年和1149年遭受火灾，每次都重建。在17世纪初，该建筑物状况不佳，因此被拆除并重建。工程于1743 - 1749年完工。
该堂为希腊十字平面，内部有一尊雕像表现渔民的主保圣人圣辣法厄尔天使带领一位拿着鱼的男孩。
教堂的其他作品包括：
- 圣母升天（右侧第一祭台）
- 圣方济各受圣痕（右侧第二祭台）
- 最后的晚餐
- 圣艾尔维斯主教与圣巴斯弟盎、圣热罗尼莫和圣若望
- 基督之前的百夫长
- 圣妇赫利纳寻获真十字架

中殿的中心天花板和洗礼池由Francesco Fontebasso装饰。现在的管风琴由最著名的管风琴工匠加埃塔诺卡利多的儿子，安东尼奥和阿戈斯蒂诺卡利多兄弟建于1821年。管风琴门上的18世纪后期绘画多俾亞的故事是吉安安东尼奥·瓜尔迪的作品。仅仅几十年之后，威尼斯共和国就被拿破仑灭亡。